# Jeff Tarpinian
(en) Statistiques sur pro-football-reference
Jeff Tarpinian (né le 16 octobre 1987 à Omaha) est un joueur américain de football américain. Il joue actuellement avec les Patriots de la Nouvelle-Angleterre.

## Carrière

### Université
Tarpinian fait ses études à l'université de l'Iowa où il joue pour l'équipe de football américain des Hawkeyes.

### Professionnel
Jeff Tarpinian n'est sélectionné par aucun équipe lors du draft de la NFL de 2011. Il signe, comme agent libre non-drafté, avec les Patriots de la Nouvelle-Angleterre. Le 9 septembre 2011, il est libéré par la franchise mais il revient dans l'équipe au milieu du mois de septembre.